# Garcinia talbotii
Garcinia talbotii là một loài thực vật có hoa trong họ Bứa. Loài này được Raizada ex Santapau mô tả khoa học đầu tiên năm 1960.